# Marta Jandová
Marta Jandová (ur. 13 kwietnia 1974 w Pradze) – czeska piosenkarka, autorka tekstów i piosenek, a także aktorka, współzałożycielka i wokalistka zespołu rockowego Die Happy, zwyciężczyni Konkursu Piosenki Bundeswizji w 2007, reprezentantka Czech w 60. Konkursie Piosenki Eurowizji w 2015 roku w duecie z Václavem Noidem Bártą.
Córka muzyka rockowego Petra Jandy, lidera zespołu Olympic.

## Życiorys

### Zespół Die Happy
Jandová rozpoczęła karierę muzyczną w 1993 roku, kiedy to założyła razem z Thorstenem Mewesem zespół rockowy Die Happy. W 1996 roku formacja, działająca głównie na niemieckim rynku muzycznym, wydała swój debiutancki album studyjny zatytułowany Dirty Flowers. Grupa nagrała łącznie dziewięć płyt długogrających: Supersonic Speed (2000), Beautiful Morning (2002), The Weight of the Circumstances (2003), Bitter to Better (2005), No Nuts No Glory (2006), Six (2008), Red Box (2010) i Everlove (2014), a także album koncertowy zatytułowany Four and More Unplugged (2005). 

### Kariera solowa
W 2005 roku Jandová nawiązała współpracę z fińskim zespołem Apocalyptica, z którym wzięła udział w Konkursie Piosenki Bundeswizji i zajęła ostatecznie piąte miejsce z utworem „Wie Weit”. W lutym 2007 roku piosenkarka wygrała Konkurs Piosenki Bundeswizji z utworem „Träumst du?”, który zaprezentowała razem z zespołem Oomph! grającym muzykę z nurtu Neue Deutsche Härte. W 2010 roku nagrała piosenkę „Halt dich an mir Fest” we współpracy z formacją Revolverheld.
W 2015 roku została wybrana wewnętrznie przez krajowego nadawcę publicznego na reprezentantkę Czech podczas 60. Konkursu Piosenki Eurowizji, w którym wystąpiła w duecie z Václavem Noidem Bártą z utworem „Hope Never Dies”. 21 maja para wystąpiła w drugim półfinale konkursu z ósmym numerem startowym i zajęła ostatecznie 13. miejsce, przez co nie awansowała do finału.

## Dyskografia
Single
| In Extremo feat. Marta Jandová – „Horizont”                | 2005 | 85 | —  | —  |                    |
| Apocalyptica feat. Marta Jandová – „Wie weit”              | 2005 | 23 | 43 | 60 |                    |
| Oomph! feat. Marta Jandová – „Träumst du?”                 | 2007 | 9  | 48 | —  |                    |
| Revolverheld feat. Marta Jandová – „Halt dich an mir fest” | 2010 | 8  | 21 | 40 | - GER: złota płyta |
| Marta Jandová – „Sister Hit the Goal”                      | 2011 | —  | —  | —  |                    |
| "—" singel nie był notowany.                               |      |    |    |    |                    |

Inne
| Album                                                   | Rok  | Uwagi                                                     | Źródło |
| ------------------------------------------------------- | ---- | --------------------------------------------------------- | ------ |
| Project Kain – Project Kain                             | 1999 | gościnnie śpiew i słowa w utworze „Zavřu Oči”             | [ 28 ] |
| BAP – Dreimal Zehn Jahre                                | 2005 | gościnnie śpiew w utworze „Lena”                          | [ 29 ] |
| Apocalyptica – Apocalyptica                             | 2005 | gościnnie śpiew w utworze „Wie weit”                      | [ 30 ] |
| In Extremo – Mein Rasend Herz                           | 2005 | gościnnie śpiew w utworze „Horizont”                      | [ 31 ] |
| Dog Eat Dog – Walk With Me                              | 2006 | gościnnie śpiew w utworze „Undivided”                     | [ 32 ] |
| Petr Janda – Jednou Jó, Jednou Né                       | 2008 | chórki w utworach „Dotyky Slávy” i „... A Mám Času Dost”  | [ 33 ] |
| Dara Rolins – Šťastné A Veselé                          | 2009 | gościnnie śpiew w utworze „Ain't No Mountain High Enough” | [ 34 ] |
| Oomph! – Truth Or Dare                                  | 2010 | gościnnie śpiew w utworze „Dream Here (With Me)”          | [ 35 ] |
| Zdeněk Barták – Baron Prášil (Muzikááál ...K Neuvěření) | 2010 | gościnnie śpiew w utworze „Hřát Na Prsou Hada”            | [ 36 ] |